# André Bradford
Pour les articles homonymes, voir Bradford (homonymie).
André Jorge Dionísio Bradford, né le 30 novembre 1970 à Ponta Delgada (Açores) et mort le 18 juillet 2019 dans la même ville, est un journaliste et homme politique portugais, membre du Parti socialiste (PS).

## Biographie
Élu au Parlement européen en 2019, il est nommé à la commission de l'agriculture ainsi qu'à la délégation pour les relations entre l'Union européenne et les États-Unis. Peu de temps après le début de son mandat, Bradford subit un arrêt cardiaque le 8 juillet 2019. Après avoir été placé dans un coma artificiel, il décède le 18 juillet. 